# Martyna Synoradzka
Martyna Synoradzka (ur. 30 stycznia 1988 w Poznaniu) – polska florecistka, uczestniczka Letnich Igrzysk Olimpijskich 2012. Indywidualna brązowa medalistka mistrzostw Europy (2018), mistrzyni Polski (2013, 2014, 2017, 2019), medalistka Letniej Uniwersjady (2013).

## Kariera sportowa
Reprezentowała Polskę na Igrzyskach Olimpijskich w Londynie (5 m. drużynowo, 23 m. indywidualnie), mistrzostwach świata w 2011 (8 m. indywidualnie i 4 m. drużynowo), 2013 (30 m. indywidualnie i 5 m. drużynowo) i 2014 (37 m. indywidualnie i 8 m. drużynowo), mistrzostwach Europy w 2009 (4 m. drużynowo, 28 m. indywidualnie), 2010 (4 m. drużynowo i 32 m. indywidualnie), 2011 (17 m. indywidualnie i 6 m. drużynowo,) 2012 (10 m. indywidualnie i 4 m. drużynowo), 2013 (12 m. indywidualnie i 5 m. drużynowo) i 2014 (18 m. indywidualnie i 4 m. drużynowo). W 2008 została także drużynową mistrzynią świata juniorek, a w 2013 wywalczyła brązowy medal Letniej Uniwersjady w turnieju drużynowym.
Na mistrzostwach Polski zdobyła złoty medal indywidualnie w 2013, 2014, 2017 i 2019, dwa medale srebrne w 2011 (indywidualnie i drużynowo), srebrny drużynowo w 2019, srebrny indywidualnie i drużynowo w 2020, brązowe medale drużynowo w 2008, 2012, 2013, 2017 i 2018 oraz indywidualnie w 2010.
Reprezentuje klub AZS AWF Poznań.